# طمارين ذو الوشاح الأسود
طمارين ذو الوشاح الأسود (الاسم العلمي:  Saguinus nigricollis)، نوع من قرود الطمارين التي تعيش شمال الأمازون (في أقصى غرب البرازيل وجنوب شرق كولومبيا وشمال شرق بيرو). غالبًا ما يشمل طمارين غرايلز كنوعاً فرعياً (يمتد توزيع هذا النوع إلى شرق الإكوادور)، ولكنه يختلف عن طمارين ذو الوشاح الأسود في وجود ردف وفخذين بلون برتقالي مُحمر. وكثيراً ما يقال إن الاثنين مُنسجمان في كولومبيا، وعلى الرغم من أن دقة هذه التقارير قد تم التشكيك فيها. فأنه في بعض الأحيان يعتبران نوعان مُنفصلان.

## الوصف
يصل طول طمارين ذو الوشاح الأسود حوالي 22 سم ، بما في ذلك ذيل يبلغ طوله 35 سم. يتراوح وزنها من 390 إلى 480 جرامًا ، وغالبًا ما يكون فروها أسود اللون ، بما في ذلك الرأس والأطراف والذيل. ومع ذلك ، فإن الجزء الخلفي من الجسم ضارب إلى الحمرة ، والخطم أبيض اللون الرمادي. مثل جميع الطمارين، فإن أصابع اليدين والقدمين (باستثناء إصبع القدم الكبير) لها مخالب بدلاً من الأظافر.

## السلوك
تعيش على شكل مجموعات عائلية تصل من 2 إلى 8 (أحيانًا ما يصل إلى 15)، تتكون المجموعات من عدة ذكور وإناث وحيواناتهم الصغيرة، ويكون واحد أو اثنين من البالغين في منطقة محددة - تضع الإناث على الأغصان إفرازات الغدد الشرجية على حدود مناطقها. هذه الرئيسيات نهارية وتنام في الليل، وهم من سكان الأشجار الذين يمشون على أربع ويجيدون القفز أيضًا. بالكاد يمكن ملاحظة أي سلوك عدواني داخل المجموعة، تعيش المجموعات في مناطق ثابتة تبلغ مساحتها 30 إلى 50 هكتارًا.
يتكون النظام الغذائي لهذه الحيوانات بشكل أساسي من الحشرات والفواكه

## النظام الغذائي
يشمل النظام الغذائي الحشرات والحيوانات الصغيرة، وكذلك الأوراق والفواكه والمواد نباتية الأخرى مثل البذور والزهور والرحيق.

## التكاثر
تلد الأنثى بعد حمل يستمر من 140 إلى 150 يومًا، وتنجب من واحد إلى ثلاثة صغار. يمكن للأنثى المهيمنة فقط التكاثر ولا توجد فترة محددة للولادة، تستمر فترة الحمل أقل بقليل من خمسة أشهر ، وفي نهايتها يولد توأمان ، يتم رعايتهما من قبل ذكور المجموعة منذ الولادة ، وأحيانًا بمساعدة الإناث المرؤوسات، يبلغ النضج الجنسي حوالي بعد عامين من العمر. بعد الولادة ، تنتظر الأنثى عادتاً حوالي ثمانية أشهر ونصف قبل أن تتزاوج مرة أخرى. ويبلغ متوسط العمر المتوقع لهذه الحيوانات حوالي 14 عامًا في البرية ، بينما من الغريب أنها تعيش أقل بكثير في الأسر.
يمتلك هذا النوع غدد ذو رائحة متخصصة في منطقة منتصف الصدر وفي المنطقة المحيطة بالأعضاء التناسلية. يُعتقد أن التكاثر يتم كبته عند الإناث الأخريات بسبب التبعية للأنثى المُهيمنة والفيرومونات في علامات الرائحة من غددها الخلقية. عادة ما يكون للإناث المهيمنة عدة شركاء من الذكور في التزاوج، على الرغم من أنه قد يكون لديهم أيضًا شريك واحد فقط.